# Skunkworks
Skunkworks je třetí sólové studiové album anglického zpěváka Bruce Dickinsona. Vydáno bylo 19. února roku 1996 společností Castle Records a jeho producentem byl Jack Endino. V rámci Dickinsonovy kariéry znamenalo toto album posun od heavy metalu k alternativnímu rocku a grunge (Endino v minulosti produkoval například nahrávky skupiny Nirvana). V roce 2005 vyšlo album v reedici s několika bonusy.

## Seznam skladeb
| Pořadí | Název                       | Délka |
| ------ | --------------------------- | ----- |
| 1.     | Space Race                  | 3:47  |
| 2.     | Back from the Edge          | 4:17  |
| 3.     | Inertia                     | 3:04  |
| 4.     | Faith                       | 3:35  |
| 5.     | Solar Confinement           | 3:20  |
| 6.     | Dreamstate                  | 3:50  |
| 7.     | I Will Not Accept the Truth | 3:45  |
| 8.     | Inside the Machine          | 3:28  |
| 9.     | Headswitch                  | 2:14  |
| 10.    | Meltdown                    | 4:35  |
| 11.    | Octavia                     | 3:15  |
| 12.    | Innerspace                  | 3:31  |
| 13.    | Strange Death in Paradise   | 4:50  |

## Obsazení
- Bruce Dickinson – zpěv
- Alex Dickson – kytara
- Chris Dale – baskytara
- Alessandro Elena – bicí